# Omicidio di Stephanie Crowe
L'omicidio della dodicenne Stephanie Crowe avvenne nella sua camera da letto a Escondido, cittadina della California, tra la tarda notte del 20 gennaio 1998 e la mattina del 21 gennaio 1998.

## Storia
I genitori e la nonna di Stephanie trovarono il suo corpo riverso sul pavimento della sua camera da letto la mattina successiva. La ragazza era stata pugnalata otto volte e non vi era alcun segno di effrazione. La finestra della camera è stata trovata aperta, ma c'era una zanzariera e non v'erano tracce di sporcizia accumulata e tracce di insetti; anche una porta scorrevole in vetro posta nella camera dei suoi genitori era aperta. Sulla scena non furono rinvenuti coltelli che sembrassero compatibili con l'arma del delitto e non vennero trovati indumenti insanguinati, nonostante una ricerca approfondita.
Il fratello quattordicenne di Stephanie, Michael Crowe, venne interrogato per ore dalla polizia utilizzando il metodo Reid all'insaputa dei suoi genitori e senza rappresentanza legale. Michael negò qualsiasi coinvolgimento centinaia di volte durante l'interrogatorio, ma alla fine confessò il delitto, in quello che venne considerato un classico esempio di confessione estorta. Anche due amici di Michael furono interrogati, e ambedue confessarono di aver partecipato all'omicidio di Stephanie.
Gli interrogatori furono condotti in modo così oltraggioso da portare, unitamente all'emergere di prove che indicavano come colpevole uno schizofrenico che viveva nella zona,  alla dichiarazione di innocenza dei ragazzi da parte del giudice. La persona vista nel quartiere la notte del suo omicidio venne infine condannata per omicidio colposo, anche se la condanna venne poi annullata. Un nuovo processo del novembre 2013 la assolse da tutte le accuse.